# Република Алтай
Вижте пояснителната страница за други значения на Алтай.
Република Алтай (на руски: Республика Алтай) е субект в състава на Руската Федерация.
Република Алтай се намира се в Сибирския федерален окръг и е част от икономически регион Западен Сибир. Разположена е на площ от 92 600 km² (0,54% от РФ, 35-о място в РФ). Населението наброява 212 263 души (81-во място, 0,15%), а гъстотата на населението е 2,2 д./km². Официални езици в републиката са руски и алтайски. Столицата е град Горно-Алтайск. Разстояние от Горно Алтайск до Москва 3641 km.

## История
Долините на Алтай са заселени още в каменната ера – преди около 1,5 млн. години. През 8 пр.н.е. – 3 пр.н.е. Алтай е населяван от скити. Хунско-сарматският период от историята на региона започва от края на 3 пр.н.е.. От 4 пр.н.е. Средна Азия е завладяна от потомците на хуните и предците на алтайците – тюрките.
Алтай се смята за прародина на всички съвременни тюркски народи по света. През 552 г. древните тюрки създават своя държава – хаганат, където се формира тюркският език, получил разпространение благодарение на появата на писмеността известна днес като „орхонска руническа писменост“. Заради геополитическото си разположение – центъра на Евразия, през различните исторически епохи, Алтай е обединявал различни етноси и култури. През дълъг период от време Алтай е център на държавата на калмиките – Джунгарското ханство. През 1756 г., след падането на Джунгарската държава, Северен Алтай е анексиран от Руската империя.
Република Алтай е създадена на 1 юни 1922 г. като Ойротска автономна област в състава на Алтайския край, преименувана на 7 януари 1948 г. в Горноалтайска автономна област. От 25 октомври 1990 г. статутът ѝ е повишен на Горноалтайска АССР, от 3 юли 1991 г. – Горноалтайска ССР в състава на РСФСР, от 8 февруари 1992 г. – Република Горни Алтай, от12 декември 1993 г. – Република Алтай.

## Географска характеристика
Република Алтай се намира в центъра на Евразийския континент, в южната част на Западен Сибир, като обхваща северните и централните части на планината Алтай и крайните западни хребети на планината Западни Саяни. На югоизток граничи с Монголия, на юг с Китай, на югозапад с Казахстан, на запад и северозапад с Алтайски край, на север с Кемеровска област, на североизток с Република Хакасия и на изток с Република Тува.
Над 90% от територията на страната е заета от планини. В южната ѝ част, на границата с Казахстан са намира най-високата точка на цялата планина Алтай – връх Белуха 4509 m. Високи планински хребети (Катунски, Курайски, Северочуйски, Южночуйски и др.) разделят дълбоко всечените в тях долини или широки котловини, носещи названието степи (Абайска, Уймонска, Чуйска и др.).
Климатът е рязко континентален, с късо хладно лято и дълга студена зима. Средната януарска температура е от -12 до -31,8 °C, а средната юлска от 9 до 18 °C. Годишната сума на валежите е от 100 mm в затворените междупланински котловини до 1000 mm в северозападните части на страната. Продължителността на вегетационния период (дни със средноденонощни температури над 0°) е от 75 до 120 дни.
Речната мрежя на Република Алтай е представена от 12 209 реки с обща дължина 42 277 km и се отнася към водосборния басейн на Карско море и по-конкретно водосборния басейн на река Об. Основни речни артерии в страната са реките Катун и Бия, съответно лява и дясна съставящи на река Об, протичащи през нея със своите горни и средни течения. Други по-големи реки са Пижа (ляв приток на Бия), Чулишман (влива се в Телецкото езеро от басейна на Бия), Чуя (десен приток на Катун) и най-горните течения на Ануй и Чариш (леви притоци на Об). Част от тях се използват за транспортиране на дървен материал. Теченията на почти всички реки в страната са с планински характер и притежават огромни зепади от хидроенергия (9,6 млн. квт средногодишна мощност).
В Република Алтай има около 6200 езера и изкуствени водоеми с обща площ около 560 km², в т.ч. над 3000 езера с площ над 10 дка. Най-голямото езеро в страната и едно от 63-те големи езера на Русия е Телецкото езеро, от което изтича река Бия.
В северозападните части на страната, нъ ниските склонове на планината Алтай и в долините на някои реки почвите са черноземни, а в останалата част – планински-горски.
Горите заемат 25% от територията на страната, като преобладават иглолистните (сибирска лиственица, кедър, смарч, ела). В ниския планински горски пояс – бор, а от широколистните – бреза, осика, черна топола. Горната граница на горите е на 2000 – 2500 m, а нагоре следват субалпийски и алпийски пасища. В широките котловини растителността е представена от планинско-степни и полупустинни видове.
Животинският свят е разнообразен и богат: планински козел, барс, мечка, вълк, елен марал, белка, собол и др. От птиците – жерав, глухар, тетерев, бяла и тундрова патица.
Най-известните находища на полезни изкопаеми са Акташкото (живак) и Майско-Бердското на циментена суровина.

## Население
Населението на страната е 202 947 души (0,14% от ФР, 79-о място в РФ), от които над 50 000 живеят в гр. Горно Алтайск, а останалата част – в селата. Населението е разпределено неравномерно – около 50% от него е разпределено на 9% от територията на страната (гр. Горноалтайски, Маймински и Шебалински райони).
Националният състав на населението е изключително разнообразен. В Република Алтай живеят над 100 националности и народности. По-голямата част от населението са руснаци (57,41%). Алтайците са коренното население на страната, като всъщност представляват съвкупност от малки тюркско говорещи народи – телеути, теленгити (1,17%), алтай-кижи, кумандинци, чалканци, тубалари и др. Те съставляват 30,64%, приблизително 60 0000 души, от населението на страната. 5,97% от населението са казахи, а останалата част се състои от тубалари (0,76%), украинци (0,71%), кумадинци (0,46%), немци, латвийци, естонци и др. За коренно население са признати и живеещите от над 200 г. в тези райони староверци.

## Административно-териториално деление
В административно-териториално отношение Република Алтай се дели на 1 Републикански градски окръг и 10 муниципални района. Има само един град Горно Алтайск.
| Административна единица      | Площ (km2) | Население (2017 г.) | Административен център | Население (2017 г.) | Разстояние до Горно Алтайск (в km) | Други градове и сгт с районно подчинение |
| ---------------------------- | ---------- | ------------------- | ---------------------- | ------------------- | ---------------------------------- | ---------------------------------------- |
| Републикански градски окръзи |            |                     |                        |                     |                                    |                                          |
| Горно Алтайск                | 960        | 63 295              | гр. Горно Алтайск      | 63 295              |                                    |                                          |
| Муниципални райони           |            |                     |                        |                     |                                    |                                          |
| Кош-Агачки                   | 19 845     | 19 025              | с. Кош-Агач            | 9212                | 471                                |                                          |
| Маймински                    | 1285       | 33 042              | с. Майма               | 17 824              | 10                                 |                                          |
| Онгудайски                   | 11 696     | 14 328              | с. Онгудай             | 5586                | 210                                |                                          |
| Турочакски                   | 11 015     | 12 330              | с. Турочак             | 5715                | 142                                |                                          |
| Улагански                    | 18 394     | 11 463              | с. Улаган              | 3516                | 410                                |                                          |
| Уст-Кански                   | 6244       | 14 704              | с. Уст Кан             | 4542                | 284                                |                                          |
| Чемалски                     | 3019       | 10 242              | с. Чемал               | 4011                | 77                                 |                                          |
| Чойски                       | 4256       | 8397                | с. Чоя                 | 4011                | 61                                 |                                          |
| Шебалински                   | 3794       | 13 777              | с. Шебалино            | 5185                | 122                                |                                          |

## Икономика
Развити са следните основни отрасли на промишлеността: хранително-вкусова, лека, дърводобивна и дървообработваща, електротехническа, строителни материали.
В селското стопанство е развито животновъдството – отглеждат се овце, кози, якове, сибирски марали, петнисти елени. Развито е и пчеларството.
| хиляди хектара | 146,5 | 132,1 | 106,6 | 103,4 | 103,3 | 108,3 |